# ДОТ № 456 (КиУР)
50°31′15.40″ пн. ш. 30°16′23.13″ сх. д. / 50.5209444° пн. ш. 30.2730917° сх. д.

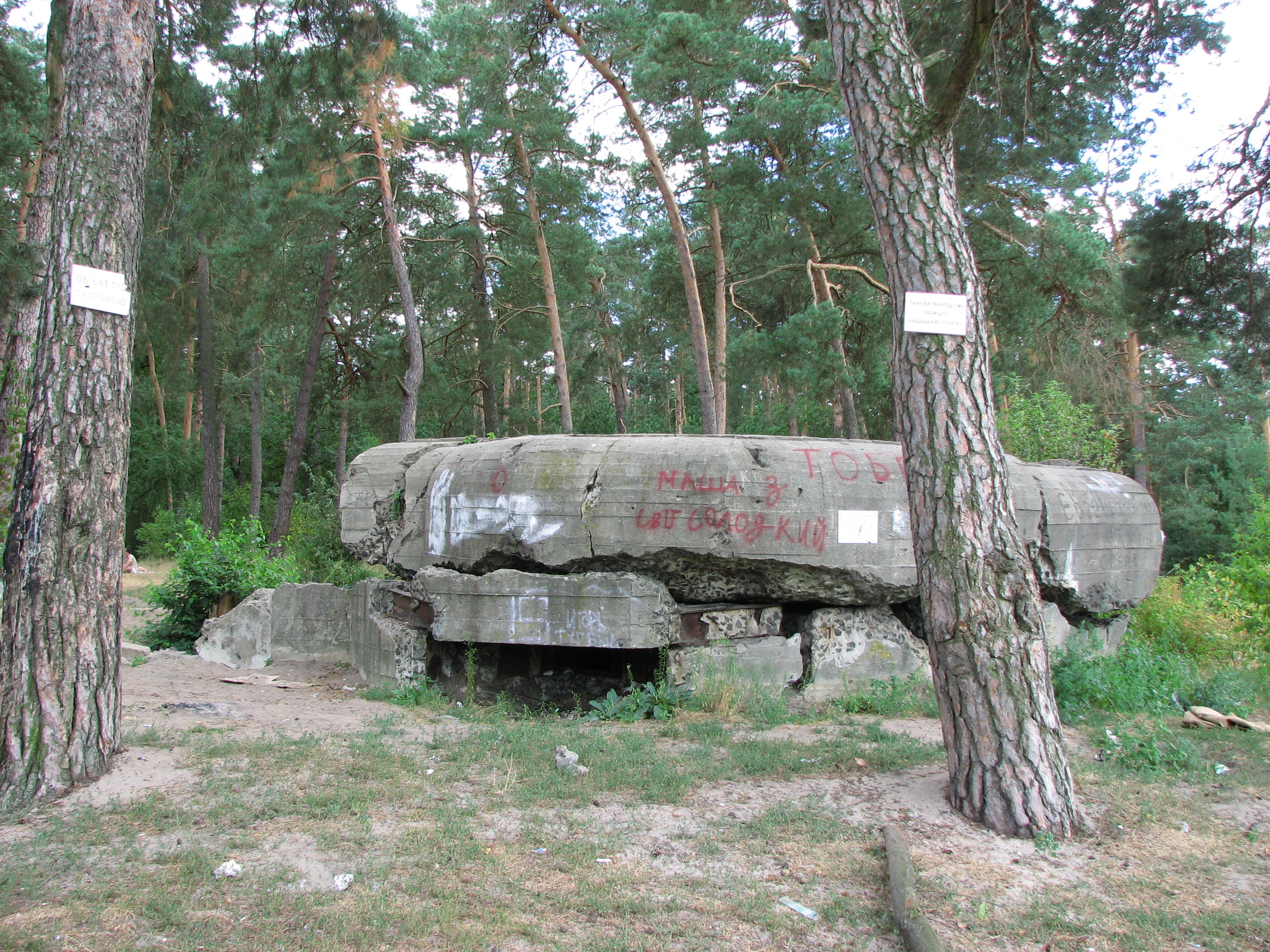
ДОТ № 456

ДОТ № 456 — довготривала оборонна точка, що входила до складу першої лінії оборони Київського укріпленого району.

## Історія

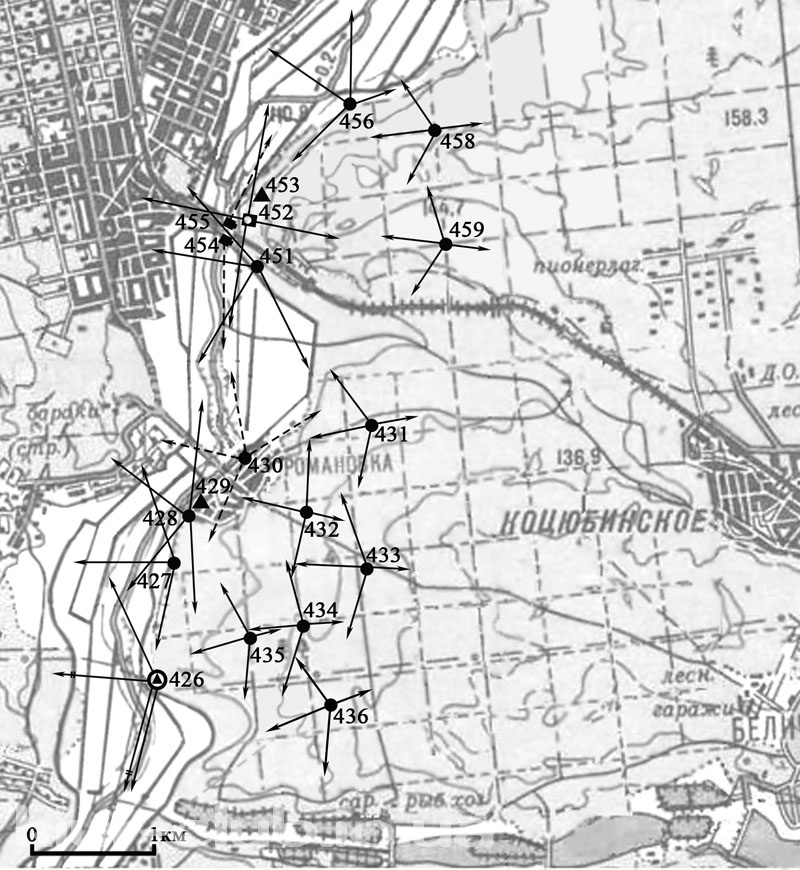
ДОТ № 456 у системі оборони 2-го БРО КиУР

ДОТ побудовано у 1930 році на західній ділянці оборони м. Києва безпосередньо на передньому краї укріпрайону напроти містечка Ірпінь. Ця фортифікаційна споруда мала 1 поверх, 3 амбразури для станкових кулеметів (основне озброєння). ДОТ № 456 мав спеціальне протихімічне приміщення і тому відноситься до фортифікаційних споруд типу «Б». Його клас стійкості «М1». Тобто споруда могла витримати 1 влучання 203-мм гаубиці. ДОТ не мав вогневого зв'язку з сусідніми оборонними точками, бо вважалося, що річка Ірпінь з її заболоченими берегами надає достатній захист даній ділянці оборони.
Організаційно він входив до складу 2-го батальйонного району оборони (БРО) КиУРа, що прикривав район села Романівка. Влітку-восени 1941 року гарнізон ДОТ, що складався з бійців 193-го окремого кулеметного батальйону КиУР під командуванням молодшого лейтенанта І.М. Кузнєцова, брали участь в обороні Києва. До 24-25 серпня 1941 року споруда знаходилася у тилу радянських військ, фронт пролягав західніше. Під час другого штурму КиУР, що розпочався 16 вересня 1941 року, ДОТ № 456 не мав бойового контакту із супротивником. Вдень 18 вересня війська 37-ї армії Південно-Західного фронту розпочинають за наказом відхід з КиУР та міста Київ. Гарнізони ДОТ КиУР належали до останніх, хто відходив на лівий берег Дніпра, серед них був і гарнізон ДОТ № 456. Удень 19 вересня передові загони 71-ї піхотної дивізії німців зайняли територію 2-го БРО без бою, затримуючи лише дезертирів-червоноармійців та перебіжчиків.
У 2017 році вийшла книга "Киевский укреплённый район. 1941 год. Хроника оборони"(див. примітку 2) де на стор. 379 є така інформація: "Мл. лейтенант Кузнецов Иван Никитович, который прибыл в КиУР из состава 140-го опб СтУРа, уже имел опыт приграничных боёв, был назначен коменндантом ДОТа № 477 (!!!) и при выходе из окружения пропал без вести". Також, внизу цієї сторінки є виноска 394 де конкретно вказано на те , що " Широко распространена ошибочная версия, что л-т Кузнецов И.Н. командовал ДОТом №456.Эта версия, скорее всего, появилась из-за невнимательного прочтения и неверного толкования послевоенных писем жены лейтенанта. В одном из приказов 161-го опб, обнаруженных ЦАМО, указано, что он командовал ДОТом № 477".

## Сьогодення
ДОТ напівзруйнований, має статус пам'ятки історії місцевого значення.

## Галерея

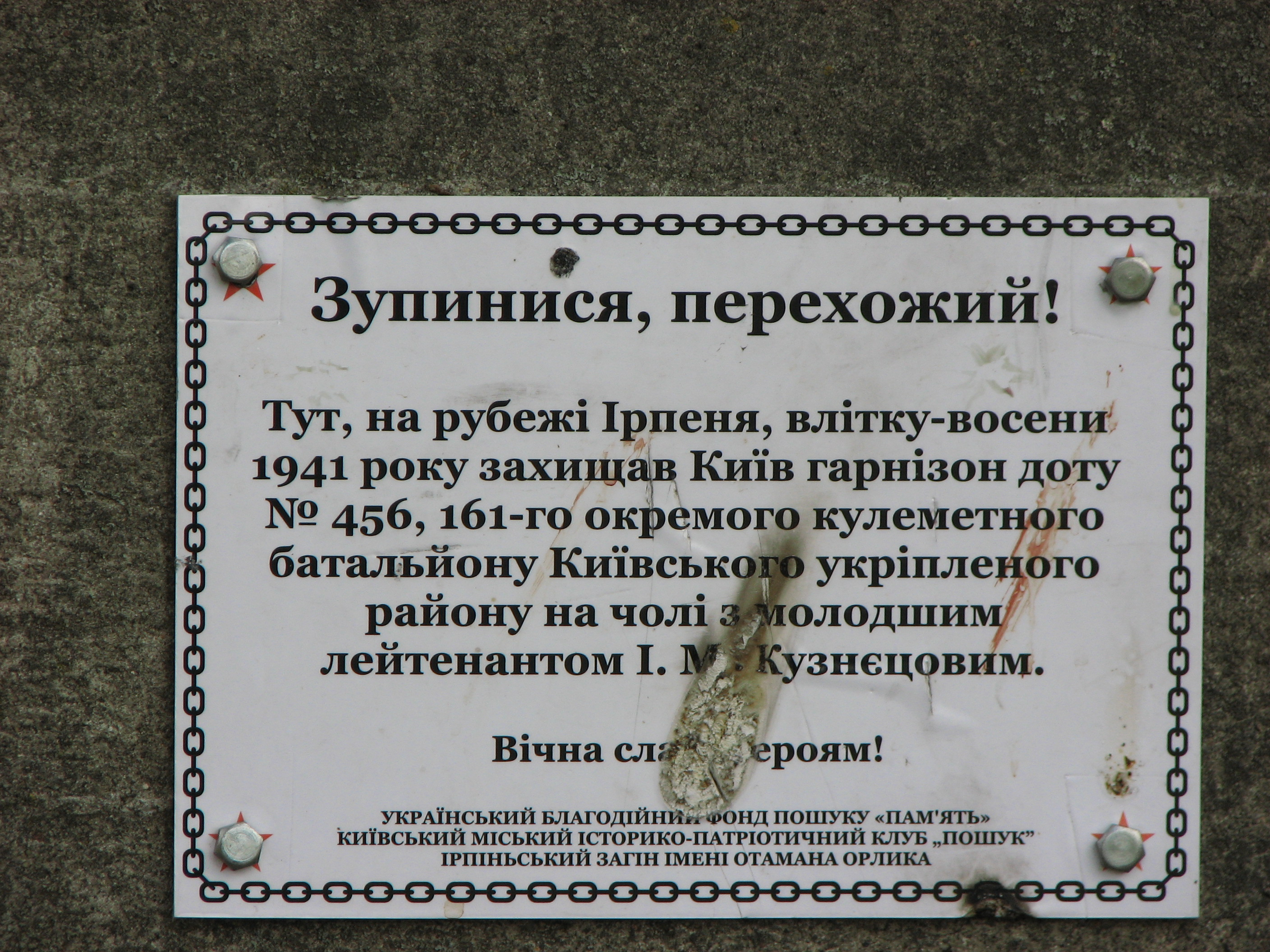
Пам'ятна дошка на ДОТ.
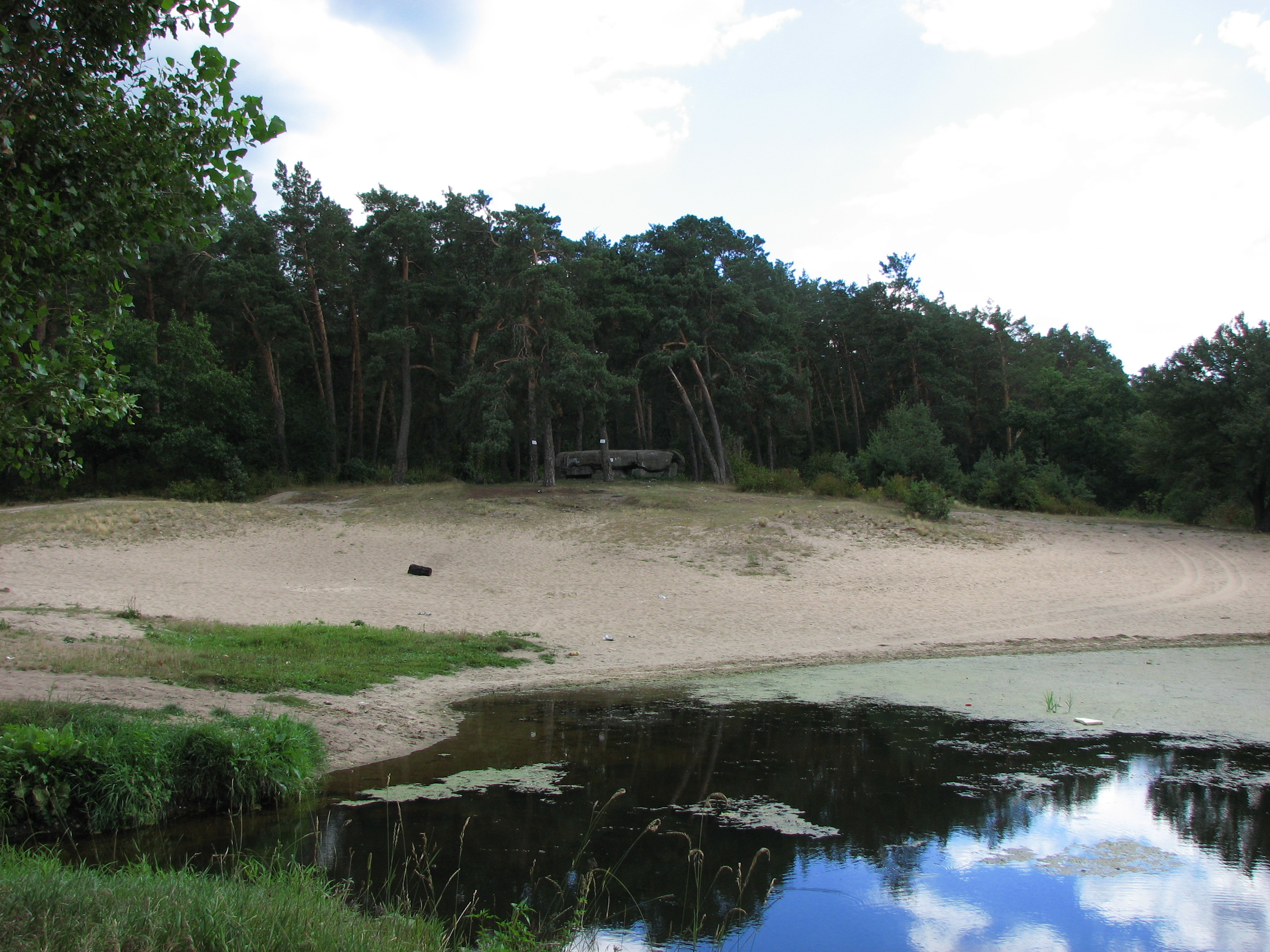
Вид з північного заходу.
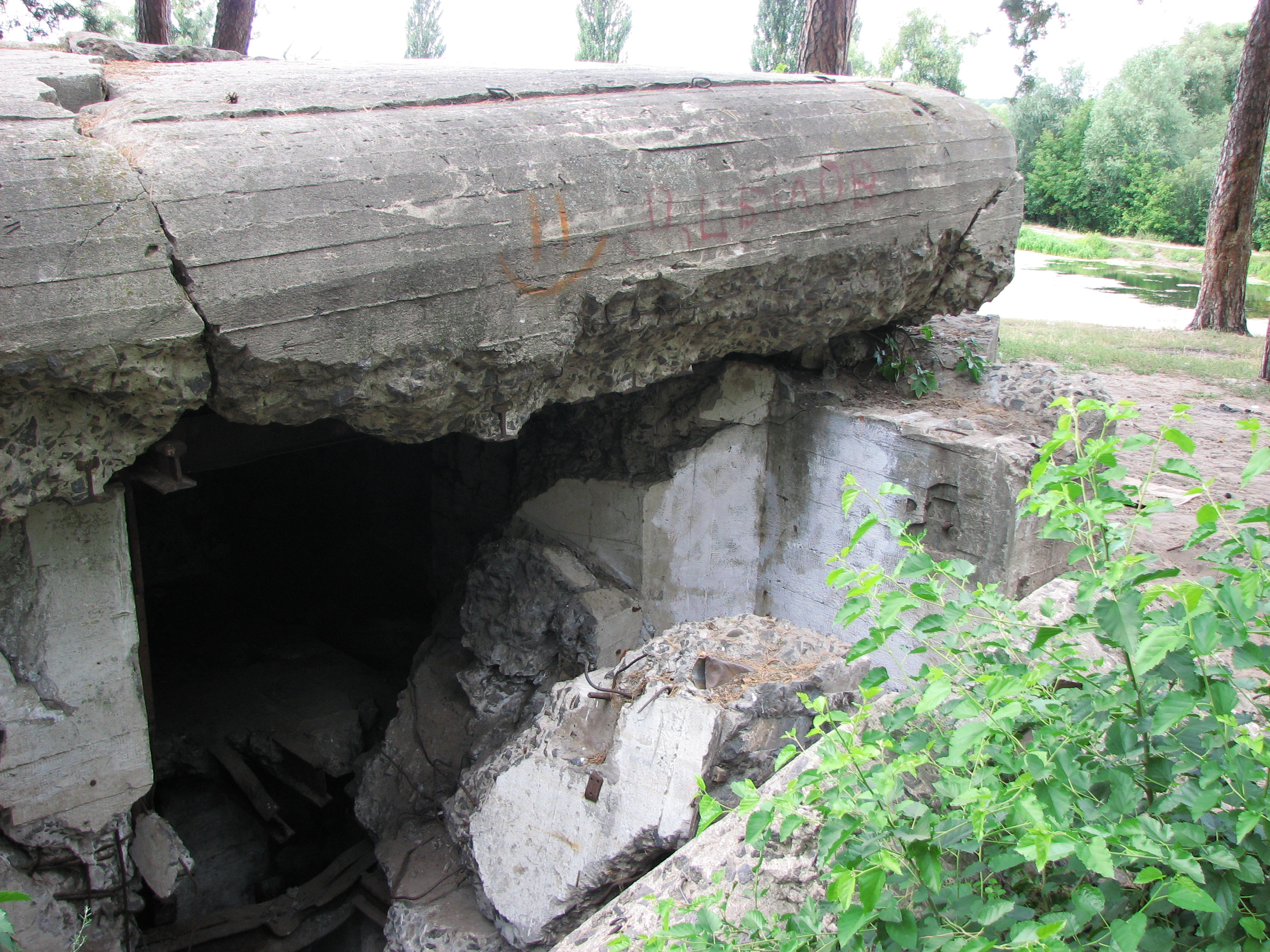
Вид зі сторони входу.